# 470 a.C.

## Eventos
- O navegador cartaginês Hanão desce as costas de África até aos Camarões.
- Lúcio Valério Potito e Tibério Emílio Mamerco, cônsules romanos.

## Nascimentos
Sócrates - filósofo ateniense e um dos mais importantes ícones da tradição filosófica ocidental e um dos fundadores da atual Filosofia Ocidental.

## Mortes
- Heráclito de Éfeso, filósofo (data aproximada)